# Villemandeur
Villemandeur ist eine französische Gemeinde im Département Loiret in der Region Centre-Val de Loire. Sie gehört zum Arrondissement Montargis und zum Kanton Montargis. Villemandeur hat eine Fläche von 1.146 Hektar und zählt 6931 Einwohner (Stand: 1. Januar 2022). Die Bewohner werden Mandeurais und Mandeuraises oder Mandorais und Mandoraises genannt.
Die Gemeinde erhielt 2022 die Auszeichnung „Zwei Blumen“, die vom Conseil national des villes et villages fleuris (CNVVF) im Rahmen des jährlichen Wettbewerbs der blumengeschmückten Städte und Dörfer verliehen wird.

## Geographie
Villemandeur liegt an den Flüssen Solin und Puiseaux. Auch der Vernisson verläuft abschnittsweise an der östlichen Gemeindegrenze. Umgeben wird Villemandeur von den Nachbargemeinden Châlette-sur-Loing im Norden, Montargis im Nordosten, Amilly im Osten und Südosten, Mormant-sur-Vernisson im Südosten, Vimory im Süden, Chevillon-sur-Huillard im Westen und Südwesten sowie Pannes im Westen und Nordwesten.
Zur Gemeinde gehören die Ortschaften Vieux-Villemandeur (Vieux-Bourg), Lisledon und La Manche.

## Bevölkerungsentwicklung
- 1962: 2228
- 1968: 3077
- 1975: 4035
- 1982: 4954
- 1990: 5131
- 1999: 5650
- 2006: 6189
- 2011: 6572
- 2018: 6767

## Sehenswürdigkeiten

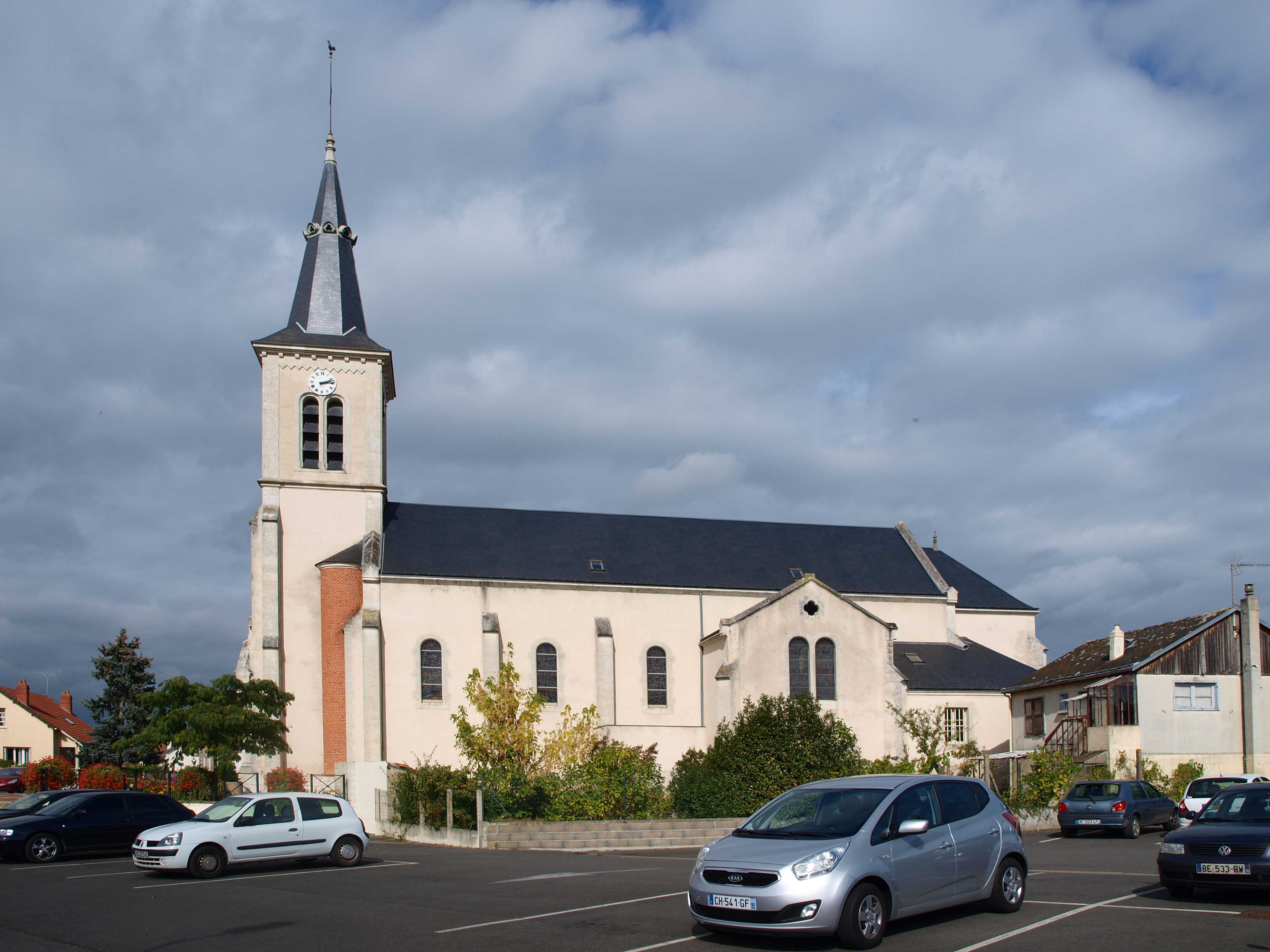
Kirche Saint-Didier

- Château de Lisledon, ursprünglicher Feudalbau, im Renaissancestil dann im 17. Jahrhundert neu errichtet
- Château de Plateville aus dem 14. Jahrhundert
- Kirche Saint-Didier aus dem 19. Jahrhundert